# Simone Velzeboer
Pour les articles homonymes, voir Velzeboer.
Simone Velzeboer, née le 15 avril 1967 à Oud Ade est une patineuse de vitesse sur piste courte néerlandaise.

## Biographie
Elle commence le patinage de vitesse sur piste courte en 1985 avec sa sœur, Monique Velzeboer. Elle participe aux Jeux olympiques de 1988 et 1992.